# Jumpsoles

Ein Paar Jumpsoles

Jumpsoles sind ein Trainingsgerät aus den USA, mit dem man die eigene Sprungkraft trainieren kann.
Diese besondere Art von Schuh wird an die normalen Sportschuhe geschnallt, wodurch man die ganze Zeit auf dem Ballen läuft. Dadurch wird besonders die Wadenmuskulatur trainiert, die bei jedem Sprung beteiligt ist. Das Ziel ist es, durch ein mehrwöchiges plyometrisches Training die eigene Sprunghöhe, den Antritt und eventuell auch die Schnelligkeit zu steigern.

## Popularität
Vor allem in Basketballerkreisen sind die Jumpsoles bekannt, da beim Basketball die Sprungkraft eine wichtige Rolle spielt. Die Hersteller der Jumpsoles werben damit, dass man durch konsequentes Training mit den Jumpsoles seine eigene Sprungkraft um 5 bis 10 Inches (entspricht etwa 13 bis 25 Zentimetern) verbessern kann. Damit soll eines Tages das Ziel von einem Dunk erreicht werden, falls man die benötigte Mindestgröße hat. Des Weiteren soll durch das Training der Antritt und die Schnelligkeit trainiert werden.

## Training
Mit den Jumpsoles kann man Sprungkraftübungen, allgemeine Kraftübungen, Sprintübungen und auch Dehnungsübungen durchführen. Die meisten Übungen sind dabei plyometrisch, das heißt es wird auf eine möglichst schnelle Durchführung mit möglichst kurzen Bodenkontaktzeiten bei den Sprüngen geachtet. Die Übungen aus dem Trainingsplan für Jumpsoles sind zum Beispiel Kniebeugen, Seitwärtssprünge oder Wadenheber. Diese Übungen sind auch aus dem gewöhnlichen Sprungkrafttraining bekannt. Durch die Soles setzen sie jedoch einen wesentlich intensiveren Trainingsreiz.

## Kritik
Aufgrund der starken Belastung auf die Knie sollten die Jumpsoles nur von erfahrenen Sportlern benutzt werden, die mit der Belastung umgehen können. Verfügt man über diese Erfahrung noch nicht, sollte man sich auf jeden Fall am Anfang langsam an sie gewöhnen, bevor man mit dem intensiven Training beginnt.